# Cyparium earlyi
Cyparium earlyi – gatunek chrząszcza z rodziny kusakowatych, podrodziny łodzikowatych i plemienia Cypariini.
Gatunek ten opisany został w 2003 roku przez Ivana Löbla i Richarda A.B. Leschena na podstawie pojedynczego samca. Epitet gatunkowy nadano na cześć John Early’ego, który odłowił holotyp.
Chrząszcz o ciele długości 2,45 mm, w obrysie wydłużonym, z wierzchu grubo punktowanym, ubarwiony czerwonobrązowo z jasnożółtymi: czułkami, odnóżami, narządami gębowymi, hypomerami, epipleurami, brzegami przedplecza i odwłokiem. 
Owłosienie ciała jest wyraźne. Głowa pozbawiona jest listewki czołowej. Czułki osadzone są daleko od siebie, buławkowate. Dobrze rozwinięte przedpiersie jest podobnej długości co przednie biodra i pozbawione żeberka środkowego. Dyskowa część pokryw pozbawiona jest punktowanych rzędów. Tylna para skrzydeł jest w pełni wykształcona. Długość najdłuższego z kolców na goleniach przedniej pary odnóży jest wynosi połowę szerokości tychże goleni. Pierwszy z widocznych sternitów odwłoka ma poskręcane szczecinki, w tym dwie szczecinki pierwszorzędowe.
Owad endemiczny dla Nowej Zelandii, znany tylko z Parku Narodowego Fiordland na Wyspie Południowej.